# Chùa Bút Tháp
Koordinaten: 21° 3′ 39″ N, 106° 1′ 19,9″ O

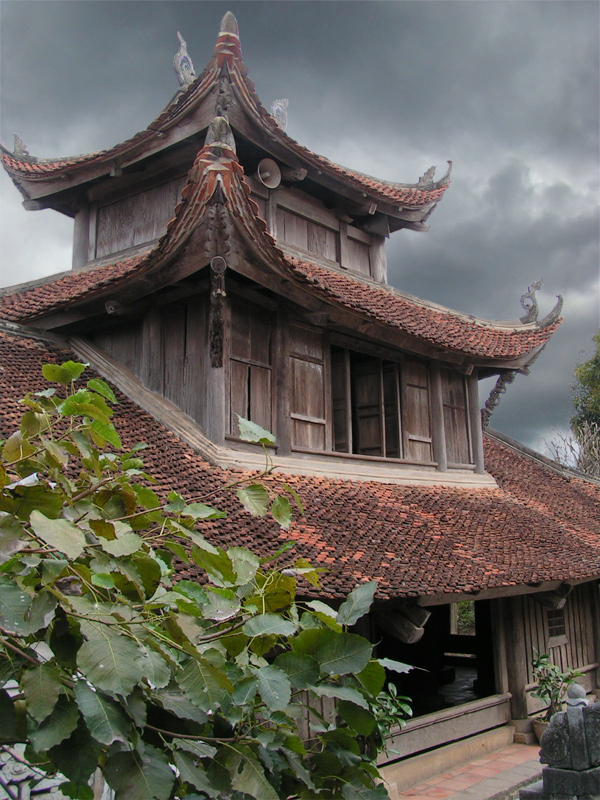
Chùa Bút Tháp

Chùa Bút Tháp (chin. 寧福寺, volkstümlich auch chùa Nhạn Tháp), die sogenannte Pinselturm-Pagode, ist eine Pagode des Buddhismus am Đuống-Fluss in der Gemeinde Đình Tổ, Distrikt Thuận Thành, in der vietnamesischen Provinz Bắc Ninh, etwa 25 km nordöstlich von Hanoi. 

## Geschichte

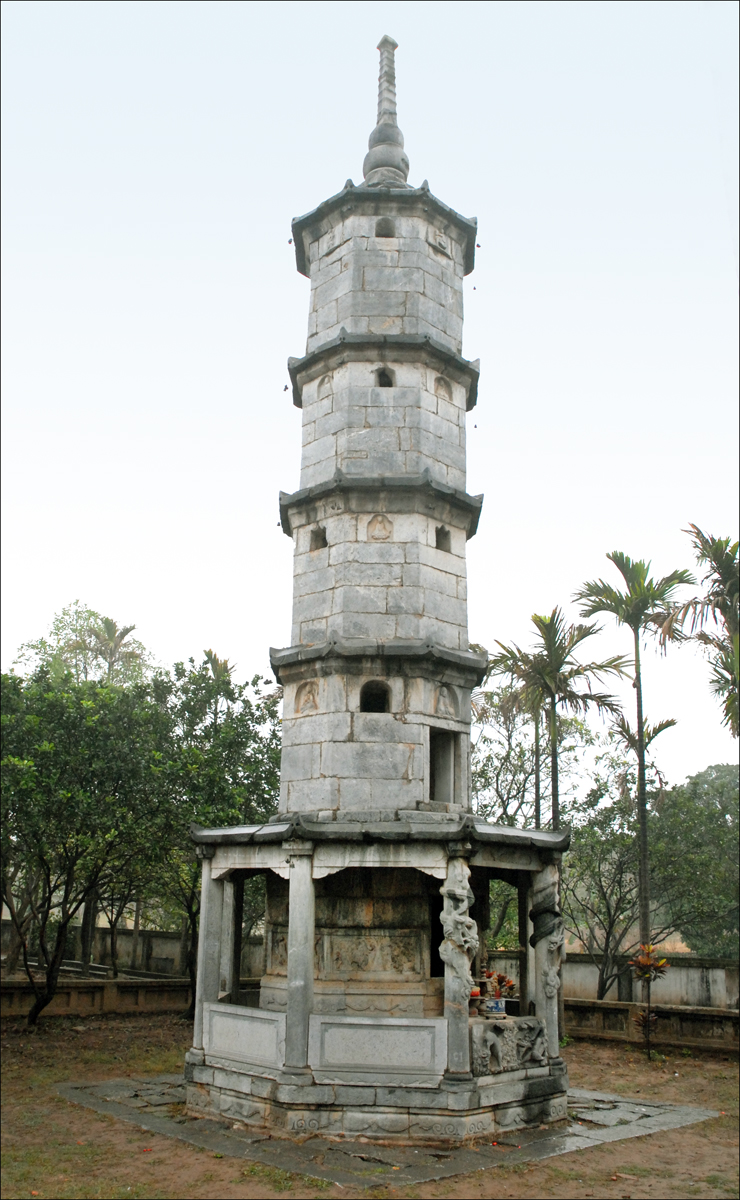
Der Bảo Nghiêm-Turm

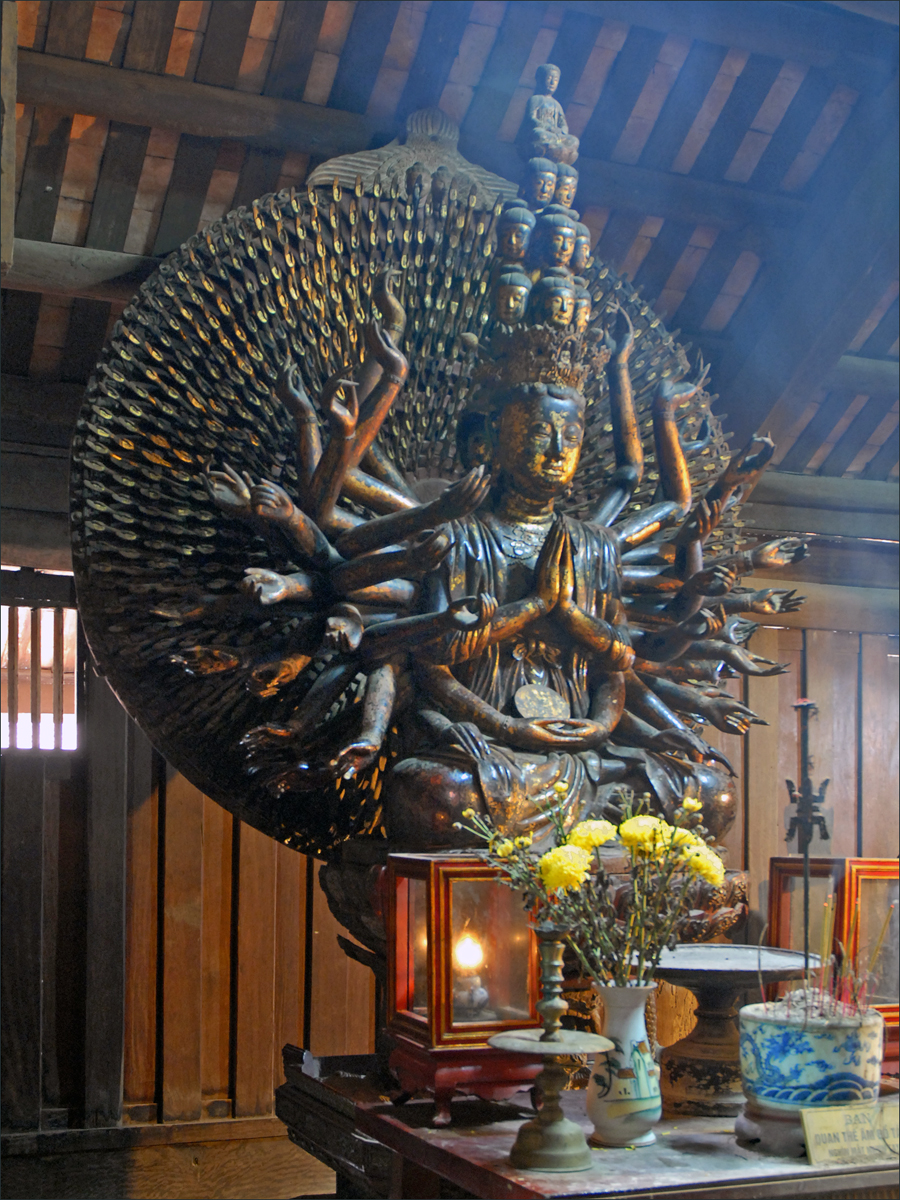
Quan Âm-Statue

Sie wurde während der Tran-Dynastie im 13. Jahrhundert als Kloster erbaut und 1646 bis 1648 laut Inschriften auf Stein-Stelen mit Mitteln der Königin Trịnh Thị Ngọc Trúc und der Prinzessin Lê Thị Ngọc Duyên renoviert und erweitert, angeblich von dem nach dem Zusammenbruch der Ming-Dynastie 1644 aus China geflohenen buddhistischen Mönch Zhus Zhus (vietn. Chuyết Chuyết) und seinem Schüler Minh Hạnh.

## Aussehen
Die Vorhalle der Pagode ist von großen Drachenwächterfiguren gesäumt. Im Hauptraum steht eine Quan Âm-Statue, die mit ihren tausend Armen und Augen als eine der wichtigsten religiösen Statuen des Landes gilt. Außerhalb des Gebäudekomplexes steht der markante fünfstöckigen Turm Tháp Bảo Nghiêm, der die sterblichen Überreste des Mönches Chuyết Chuyết birgt.

## Aktivitäten
Im Laufe der Zeit und durch Kriegseinwirkungen wurde die Pagode stark beschädigt. Zwischen 1991 und 1995 wurde die Restaurierung und der Wiederaufbau des Glockenturms, des Vor- und Hauptgebäudes, des Altars, der 56 Statuen und der beiden Flügel von der Deutschen Bundesregierung technisch und finanziell unterstützt. 
Am 24. Tag des dritten Mondmonats wird das Pagoden-Fest gefeiert. Um die Mittsommerwende, wenn im ganzen Land Festlichkeiten stattfinden, werden auch am Bút Tháp-Tempel Drachenbootrennen durchgeführt.